# Fighter catapult ship

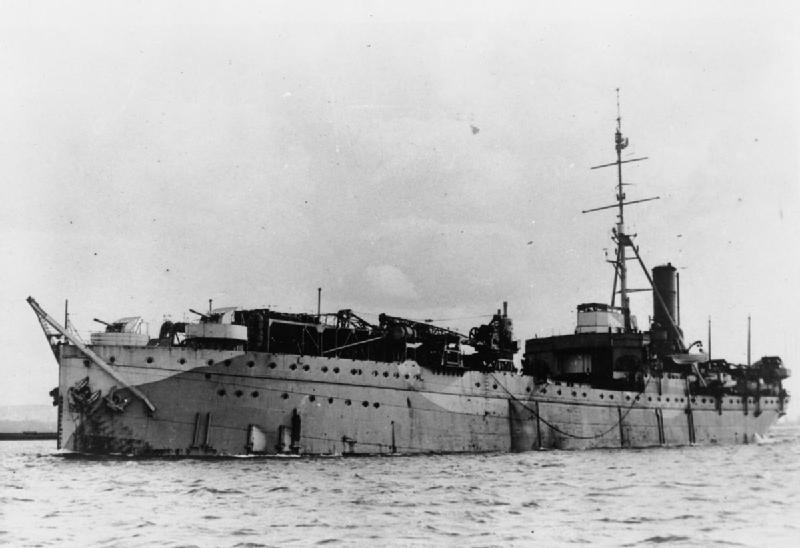
HMS „Pegasus” podczas II wojny światowej

Fighter catapult ship (także catapult armed ship, „okręt uzbrojony w katapultę”) – klasa brytyjskich okrętów z okresu II wojny światowej powstała na zapotrzebowania na tymczasowe okręty lotnicze do osłony konwojów przed atakami lotniczymi. Okręty tej klasy wyposażone były w katapulty startowe z myśliwcami Fairey Fulmar lub Hawker Hurricane.  Po wystrzeleniu w powietrze i wykonaniu zadania, samolot mógł albo skierować się w kierunku lądu i starać się tam wylądować lub też jego załoga mogła go opuścić na spadochronach licząc na to, że zostaną wyłowieni z morza.
FCS-y zostały zastąpione przez „cywilną” wersję tych okrętów tzw. catapult aircraft merchant (CAM).

## Tło historyczne
Po upadku Francji w 1940 gwałtownie wzrosło zagrożenie, jakie dla alianckich konwojów stanowiły niemieckie samoloty operujące już poza zasięgiem bazujących w Wielkiej Brytanii samolotów RAF-u.  Konwojom szczególnie dawały się we znaki samoloty patrolowe Fw 200 o dalekim zasięgu, które niezagrożone przez samoloty brytyjskie odnajdowały konwoje na pełnym morzu i naprowadzały na nie niemieckie okręty podwodne, a także same atakowały je przenoszonymi na pokładzie bombami.  W ówczesnym czasie obronę przeciwlotniczą konwojów stanowiło zazwyczaj tylko kilka pomocniczych okrętów uzbrojonych w podwójne armaty przeciwlotnicze 4-calowe (101 mm) i czasami inne niewielkie okręty, zazwyczaj różnego typu przedwojenne slupy.  Najlepszą obroną przed śledzącymi konwoje i atakującymi je Fw 200 stanowiły samoloty myśliwskie, ale istniejące lotniskowce były zbyt cenne, oraz było ich zbyt mało, aby mogły być użyte w obronie konwojów.  Jeszcze przed wojną proponowano produkcję tzw. trade defence carriers (dosłownie – „lotniskowców obrony handlu”, która to koncepcja w późniejszym czasie doprowadziła do powstania statków MAC i lotniskowców eskortowych), ale do wybuchu wojny w 1939 nie zdążono wybudować czy zaadaptować żadnego statku do tej roli.
Problemem wysokich strat statków handlowych zainteresował się sam Winston Churchill, który zażądał, aby jak najszybciej znaleziono rozwiązanie mające zapewnić konwojom osłonę lotniczą. Pierwszym pomysłem był opracowany przez Royal Navy (RN) w 1940 koncept fighter catapult ship.  Okręty tego typu były przebudowanymi do tej roli pomocniczymi jednostkami RN i były w całości obsadzone załogami Royal Navy. Łącznie do tej roli przystosowano pięć różnych jednostek, głównie krążowników pomocniczych. Problemem Royal Navy było obsadzenie wystarczającej liczby tego typu okrętów swoimi marynarzami, którzy byli potrzebni gdzie indziej, i dlatego zaproponowano alternatywne rozwiązanie, jakim było wyposażenie w katapultę statków handlowych, tzw. catapult aircraft merchant.
Pierwsze udane zastosowanie bojowe miało miejsce 2 sierpnia 1941, kiedy pilot R. Everett myśliwcem Sea Hurricane z HMS „Maplin” zestrzelił Fw 200 (został on odznaczony za ten czyn DSO).

## Lista okrętów
Łącznie powstało pięć okrętów w tej klasie, wszystkie zostały przebudowane z istniejących już wcześniej okrętów.
- HMS „Pegasus” – oryginalnie tender wodnosamolotów.  Jako FCS służył od 3 grudnia 1940 do 26 czerwca 1941, wziął udział w dziewięciu konwojach, trzykrotnie katapultując samoloty[3].
- HMS „Springbank”- oryginalnie pomocniczy okręt przeciwlotniczy (auxiliary anti-aircraft ship).  Służył jako FCS od 10 maja 1941,  dwukrotnie katapultując samoloty. Został zatopiony 27 września 1941 przez U-201(inne języki), gdy płynął w konwoju HG-73[3].
- HMS „Maplin” – oryginalnie ocean boarding vessel[a], służył jako FCS do czerwca 1942. Wyposażenie lotnicze stanowiły trzy myśliwce Hawker Hurricane, „Maplin” wziął udział w 9 konwojach, trzykrotnie katapultując samoloty[3]. 2 sierpnia 1941 zestrzelił Fw 200[2]
- HMS „Ariguani” – oryginalnie ocean boarding vessel, służył jako FCS od maja 1941 do 26 października 1941.  Początkowo jego uzbrojenie lotnicze stanowił jeden Fulmar, w późniejszym okresie dodano także jeden myśliwiec Sea Hurricane.  „Ariguani” pływał w 11 konwojach, dwukrotnie katapultując samoloty.  26 października 1941 został storpedowany przez U-83, ale nie zatonął i został odholowany do Gibraltaru[3].
- HMS „Patia” – oryginalnie ocean boarding vessel.  Został zatopiony przez niemieckie samoloty 27 kwietnia 1941 w czasie prób lotniczych po wyposażeniu go w katapultę[3].